# Tajgablomfluga
Tajgablomfluga (Sphecomyia vespiformis) är en tvåvingeart som först beskrevs av Stanislaw Batys Gorski 1852.  Tajgablomfluga ingår i släktet tajgablomflugor, och familjen blomflugor.
Artens utbredningsområde är Litauen. Enligt den finländska rödlistan är arten sårbar i Finland. Enligt den svenska rödlistan är arten sårbar i Sverige. Arten förekommer i Nedre Norrland och Övre Norrland. Artens livsmiljö är naturmoskogar. Inga underarter finns listade i Catalogue of Life.